# Ngũ thiên đế
Ngũ Thiên đế hay Ngũ đế là năm vị thần trên Thiên đình trong Đạo giáo và tín ngưỡng Trung Quốc
Thuyết thứ nhất về Ngũ thiên đế:
- Bắc phương Bắc Cực Trung thiên Tử Vi đại đế
- Nam phương Nam Cực Trường sinh đại đế
- Đông phương Đông Cực Thanh hoa Đại đế - Thái Ất cứu khổ thiên tôn
- Tây phương Cửu Linh đại đế, Thái Cực Thiên hoàng Đại đế
- Trung ương Ngũ nhạc ngũ thiên thánh đế, Đại địa chi Mẫu, Thừa thiên Hiệu pháp Hậu Thổ Hoàng địa kỳ.

Thuyết thứ hai về Ngũ thiên đế, còn gọi là Ngũ phương thượng đế:
- Tây phương Bạch đế là Thiếu Hạo
- Nam phương Xích đế là Thần Nông
- Đông phương Thanh đế là Phục Hy
- Bắc phương Hắc đế là Chuyên Húc
- Trung ương Huỳnh đế là Hoàng Đế